# Bourdon (musique)
Pour les articles homonymes, voir Bourdon.
 (juin 2025).
Si vous disposez d'ouvrages ou d'articles de référence ou si vous connaissez des sites web de qualité traitant du thème abordé ici, merci de compléter l'article en donnant les références utiles à sa vérifiabilité et en les liant à la section « Notes et références ».
Le bourdon (drone en anglais) désigne une ou plusieurs cordes ou anches qui vibrent toujours sur la même note ou forment un accord continu (vielle à roue, harmonium, cornemuse, etc.) avec la tonique ou la dominante de la gamme utilisée dans le morceau interprété.
En campanologie, un bourdon est une grosse cloche pesant en général plusieurs tonnes.
Les cloches bourdons peuvent noter en clé de fa.

## Histoire

### De l'Inde à l'Europe

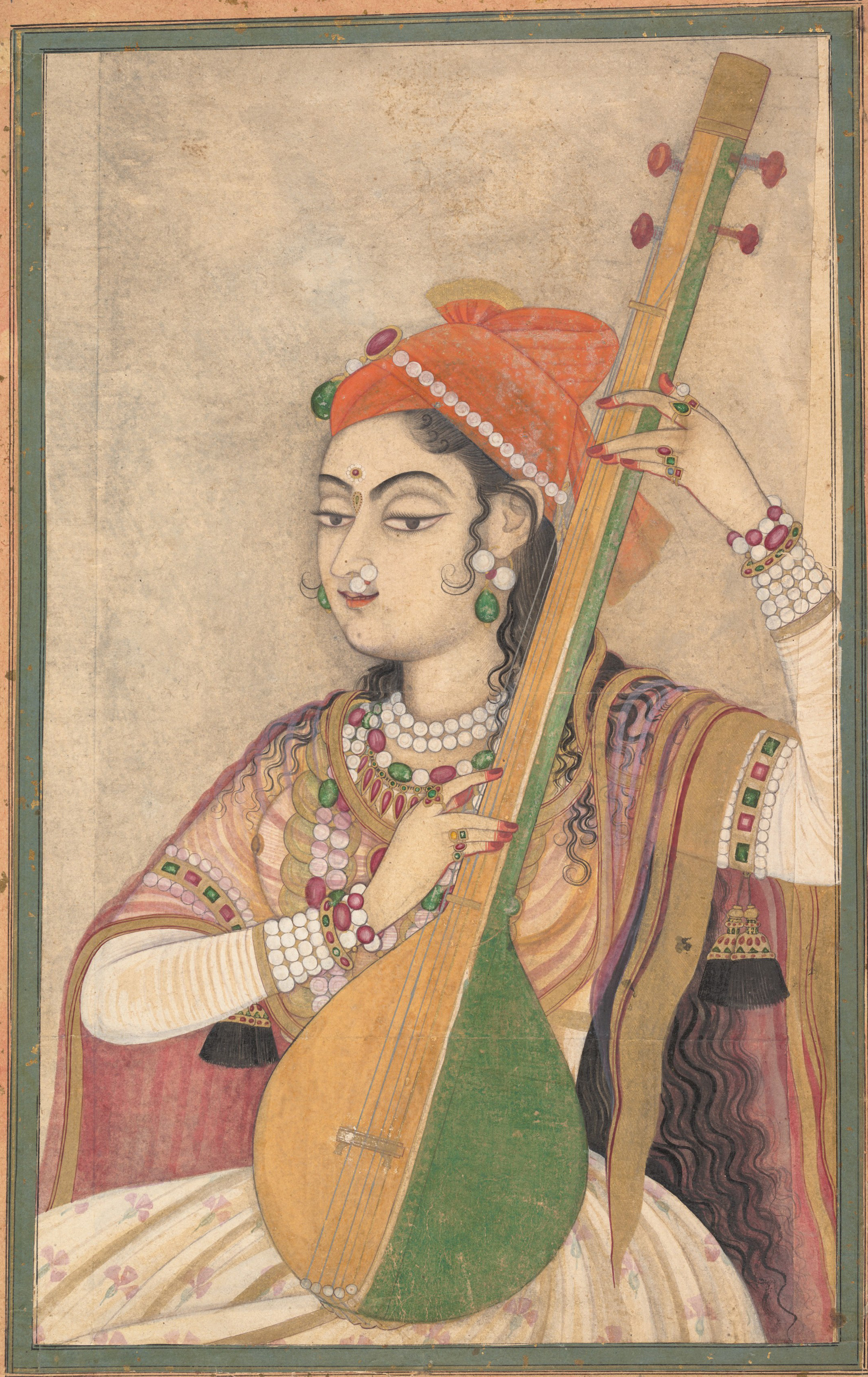
Femme jouant de la tampoura, ca. 1735.

Le bourdon est le fondement de la musique indienne, Ravi Shankar par exemple dans les ragas, le bourdon étant créé, la plupart du temps, avec une tampoura ou un harmonium. Il est aussi utilisé dans la musique populaire européenne. Ainsi, le jeu traditionnel des violoneux d’Auvergne, ou les fiddler nordiques utilisent les cordes à vide de leur violon comme bourdon. Des instruments spécifiques, tels que la cornemuse ou la vielle à roue, qui sont des instruments à son continu, jouent en permanence une à trois notes correspondant aux bourdons, en plus de la mélodie.
Lorsqu'ils jouent une partition modale, les joueurs d'instruments à cordes pincées utilisent les cordes à vide comme bourdon, comme sur la guitare (en picking), la harpe celtique, et l'épinette des Vosges.

### Renaissance new-yorkaise
Vers la fin des années 1950, le bourdon renaît au sein de la prolifique avant-garde artistique américaine, par la grâce du compositeur La Monte Young. Créé en 1958 à Los Angeles, aux États-Unis, où celui-ci est encore étudiant, son Trio for Strings est le point de rencontre entre la radicalité de la musique sérielle européenne et le lâcher-prise constitutif de la musique indienne. Cette pièce est composée de sons tenus sur de très longues durées, la tenue et l'alliage des timbres donnant naissance à d'étonnants effets harmoniques et autres phénomènes psychoacoustiques. Cette pièce est généralement considérée comme l'acte fondateur du minimalisme musical américain, six ans avant que Terry Riley ne donne naissance avec In C à son versant répétitif et pulsé.
Installé à New York à partir du début des années 1960, La Monte Young poursuit dans son loft de Manhattan downtown son exploration du bourdon, notamment avec sa compagne Marian Zazeela au sein de la formation The Dream Syndicate. Il y forme également de nombreux émules, parmi lesquels il faut mentionner Charlemagne Palestine et Rhys Chatham. Le premier explore les vertus du bourdon appliquées notamment au piano et à l'orgue. Le second, qui a été l'accordeur de pianos de La Monte Young (et de Glenn Gould), sera marqué par la no wave new-yorkaise au point d'appliquer, notamment en compagnie de Glenn Branca, la technique du bourdon à des ensembles de guitares électriques.
À la faveur de fréquents séjours à New York, la Française Eliane Radigue, formée auprès de Pierre Schaeffer et de Pierre Henry, entre en contact à la fin des années 1960 avec cette effervescente scène musicale, dont fait également partie Morton Subotnik, pionnier de l'usage du synthétiseur. À son retour en France, elle entreprend de prolonger la démarche de La Monte Young en l'appliquant au synthétiseur ARP 2500, puis, à partir du début des années 2000, à de multiples instruments acoustiques.
Son œuvre se rapproche de celle de Phill Niblock, artiste pluridisciplinaire et autre explorateur du son tenu, qui, comme La Monte Young, ouvre dès 1965 son loft de Manhattan à toutes les expérimentations musicales.
L'influence de La Monte Young, « notre père à tous » selon les mots de Brian Eno, est également palpable dans l'ambient que ce dernier conceptualise (et expérimente) à la fin des années 1970 :  là encore, c'est une musique du son tenu, qui se déroule sans interruption ni pulsation, même si elle ne s'interdit pas le recours à la mélodie.

## Genre musical
Redécouvert par une nouvelle génération d'artistes au cours des années 2000 et 2010, le travail de ces pionniers, évoluant à la lisière de la musique « savante » et de la musique expérimentale, va inspirer un genre musical en soi : le drone, et ses diverses variantes telles que le drone ambient et le drone doom (ou drone metal). Des artistes comme Sunn O))), Earth, Double Leopards, Keith Fullerton Whitman, Lovesliescrushing, Cisfinitum, Yann Gourdon, Tim Hecker, Lawrence English, Kali Malone, Sarah Davachi, Eleh ou encore Toad comptent parmi les artistes phares du dream chords.

## Instruments
Le terme de bourdon désigne aussi les tuyaux de cornemuses dépourvus de trous de jeu. Le tambourin à cordes est lui un bourdon à cordes frappées qui sert le plus souvent à accompagner le galoubet qui est une flûte à trois trous ne nécessitant qu'une seule main pour être jouée, l'autre main servant à jouer le tambourin à cordes.